# Nurettin Canikli

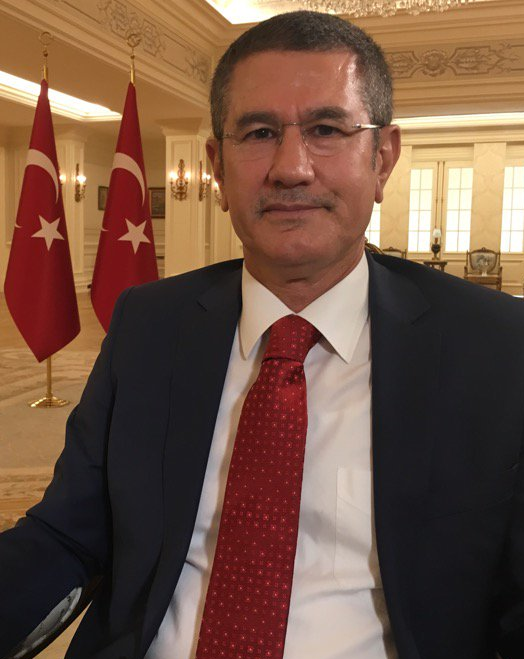
Nurettin Canikli (2016)

Nurettin Canikli (geboren am 15. Mai 1960 in Alucra, Provinz Giresun) ist ein türkischer Politiker der AKP. Er war von Juli 2017 bis 2018 türkischer Verteidigungsminister.

## Leben
Nach der Grund- und Mittelschule, die Cankili in seiner Geburtsstadt besuchte, erlangte er seinen Hochschulberechtigung an der İmam-Hatip-Schule in Giresun. Seine akademische Laufbahn begann an der Fakultät für Politikwissenschaften der Universität Ankara (Bachelor), daraufhin erlangte Cankili einen Master-Abschluss an der University of Sheffield. Er war in verschiedenen Positionen beim Finanzministerium der Türkei tätig, gleichzeitig als Kolumnist bei der Tageszeitung Yeni Şafak angestellt.
Cankili ist verheiratet und Vater von vier Kindern.

## Politik
Canikli ist ein Gründungsmitglied der Partei für Gerechtigkeit und Aufschwung (AKP) und seit der Parlamentswahl 2002 ununterbrochen Abgeordneter für Giresun. Im Kabinett Davutoğlu I war er Minister für Zoll und Handel. Vor seinem Wechsel ins Verteidigungsministerium im Kabinett von Binali Yıldırım war er einer der Stellvertreter Yıldırıms.
Im August 2017 kritisierte Canikli gegenüber James N. Mattis die US-amerikanischen Waffenlieferungen an die Kurdenmiliz YPG.